# Lourdes Domínguez Lino
Lourdes Domínguez Lino (ur. 31 marca 1981 w Pontevedrze) – hiszpańska tenisistka, zwyciężczyni turniejów WTA w grze pojedynczej i podwójnej, mistrzyni juniorskiego Roland Garros 1999, reprezentantka kraju w rozgrywkach Pucharu Federacji.

## Kariera tenisowa
Treningi tenisowe Lourdes rozpoczęła w wieku dziewięciu lat. Od 1995 roku występowała w turniejach juniorskich Międzynarodowej Federacji Tenisowej, odnosząc pierwszy poważniejszy sukces na Mistrzostwach Europy, rozgrywanych w Szwajcarii w 1998 roku. Doszła do półfinału, przegrywając z Katariną Srebotnik. W maju 1999 wygrała konkurencję singlową wielkoszlemowego French Open, wygrywając z faworytkami publiczności, Virginie Razzano i Stéphanie Foretz. Po tym sezonie i jednej drugiej finału Orange Bowl zakończyła starty w gronie tenisistek do lat osiemnastu.
W 1996 roku występem na Majorce rozpoczęła udział w kobiecych turniejach ITF. Odnosiła w nich liczne zwycięstwa, zarówno w grze pojedynczej (siedemnaście wygranych turniejów), jak i podwójnej (trzydzieści sześć wygrane). W 2000 zadebiutowała w imprezie profesjonalnej w Madrycie, ale odpadła w pierwszej rundzie. W dalszej części tego sezonu oraz w następnych startowała przeważnie w eliminacjach, nie przechodząc trzech wymaganych rund. W 2002 wygrała swoje pierwsze dwa spotkania w zawodowym cyklu rozgrywkowym i doszła do ćwierćfinału w Bogocie. Została jednak zdyskwalifikowana przez organizację tenisową za stosowanie niedozwolonych środków – kokainy.
W latach 2003 i 2004 skupiła się wyłącznie na turniejach ITF, licznie je wygrywając. W 2006 zdobyła swój pierwszy singlowy tytuł WTA w Bogocie, pokonując w finale Flavię Pennettę. Było to jedno z najważniejszych zwycięstw w jej karierze. W Budapeszcie doszła do decydującego pojedynku, ale uległa Annie Smasznowej. 3 kwietnia po raz pierwszy sklasyfikowana w czołowej pięćdziesiątce rankingu WTA.
Jej najwyższym wynikiem w sezonie 2007 był półfinał w Bogocie i ćwierćfinały w Estoril (poległa z Lucie Šafářovą), Palermo oraz Bad Gastein. Przez dwa tygodnie powiększyła swoje konto o dwa puchary deblowych imprez WTA w Ameryce Południowej – Bogocie (z Paolą Suárez) i Acapulco (z Arantxą Santonją). Występowała w Pucharze Federacji.
W meczu pierwszej rundy wielkoszlemowego Australian Open 2008 przeciwko Katarinie Srebotnik miała pięć piłek meczowych w trzecim secie. Ostatecznie przegrała ze Słowenką 6:4, 0:6, 7:9. Uzyskała ćwierćfinał w pierwszej edycji turnieju w Viña del Mar.
W czerwcowym turnieju Barcelona KIA 2008 wraz z Arantxą Parrą Santonją odniosła zwycięstwo w turnieju gry podwójnej.
W lutym 2011 roku, równo pięć lat po zdobyciu swego pierwszego tytułu rangi WTA, wygrała Copa Colsanitas Santander. W finale pokonała Mathilde Johansson 2:6, 6:3, 6:2.
W marcu 2013 roku odniosła triumf w rywalizacji deblowej podczas zawodów w Acapulco, gdzie występowała razem z Arantxą Parrą Santonją. Para zwyciężyła w finale debel Catalina Castaño–Mariana Duque Mariño wynikiem 6:4, 7:6(1). W kwietniu razem z Larą Arruabarreną zwyciężyła na turnieju w Katowicach, gdzie w finale pokonały Ralucę Olaru i Waleriję Sołowjową 6:4, 7:5.

## Życie prywatne
Rodzice tenisistki noszą imiona Carmen i Enrique. Lourdes ma dziesięcioro rodzeństwa. Jej bracia noszą imiona: Jose, Javier i Enrique, natomiast siostry: Carmen, Isabel, Patricia, Sara, Natalia i Maria. Dominguez Lino lubi słuchać muzyki i grać w futbol amerykański. Jej ulubiona nawierzchnia to mączka.

## Turnieje WTA
| Legenda                | Legenda          |
| ---------------------- | ---------------- |
| Wielki Szlem           |                  |
| Igrzyska olimpijskie   |                  |
| WTA Tour Championships |                  |
| od 2009                |                  |
| Premier Mandatory      |                  |
| Premier 5              |                  |
| Premier                |                  |
| International          |                  |
| do 2008                | Kategoria I      |
| do 2008                | Kategoria II     |
| do 2008                | Kategoria III    |
| do 2008                | Kategoria IV & V |

### Gra pojedyncza
| Końcowy wynik | Nr | Data             | Turniej   | Nawierzchnia | Przeciwniczka       | Wynik finału  |
| Finalistka    | 1. | 20 lutego 2005   | Bogota    | Ceglana      | Flavia Pennetta     | 6:7(4), 4:6   |
| Zwyciężczyni  | 1. | 23 lutego 2006   | Bogota    | Ceglana      | Flavia Pennetta     | 7:6(3), 6:4   |
| Finalistka    | 2. | 30 lipca 2006    | Budapeszt | Ceglana      | Anna Smasznowa      | 1:6, 3:6      |
| Zwyciężczyni  | 2. | 20 lutego 2011   | Bogota    | Ceglana      | Mathilde Johansson  | 2:6, 6:3, 6:2 |
| Finalistka    | 3. | 28 kwietnia 2013 | Marrakesz | Ceglana      | Francesca Schiavone | 1:6, 3:6      |

### Gra podwójna
| Końcowy wynik | Nr | Data             | Turniej   | Nawierzchnia   | Partnerka                   | Przeciwniczki                                      | Wynik finału       |
| Finalistka    | 1. | 8 maja 2005      | Rabat     | Ceglana        | Nuria Llagostera Vives      | Émilie Loit Barbora Záhlavová-Strýcová             | 6:3, 6:7(6), 5:7   |
| Finalistka    | 2. | 31 sierpnia 2005 | Budapeszt | Ceglana        | Marta Marrero               | Émilie Loit Katarina Srebotnik                     | 1:6, 6:3, 2:6      |
| Zwyciężczyni  | 1. | 22 lutego 2007   | Bogota    | Ceglana        | Paola Suárez                | Roberta Vinci Flavia Pennetta                      | 1:6, 6:3, 11–9     |
| Zwyciężczyni  | 2. | 3 marca 2007     | Acapulco  | Ceglana        | Arantxa Parra Santonja      | Nicole Pratt Émilie Loit                           | 6:3, 6:3           |
| Finalistka    | 3. | 30 kwietnia 2007 | Estoril   | Ceglana        | Arantxa Parra Santonja      | Anastasija Rodionowa Andreea Ehritt-Vanc           | 3:6, 2:6           |
| Finalistka    | 4. | 14 czerwca 2007  | Barcelona | Ceglana        | Flavia Pennetta             | Arantxa Parra Santonja Nuria Llagostera Vives      | 6:7(3), 6:2, 10–12 |
| Zwyciężczyni  | 3. | 14 czerwca 2008  | Barcelona | Ceglana        | Arantxa Parra Santonja      | María José Martínez Sánchez Nuria Llagostera Vives | 4:6, 7:5, 10–4     |
| Finalistka    | 5. | 3 marca 2009     | Acapulco  | Ceglana        | Arantxa Parra Santonja      | María José Martínez Sánchez Nuria Llagostera Vives | 3:6, 3:6           |
| Finalistka    | 6. | 26 lutego 2011   | Acapulco  | Ceglana        | Arantxa Parra Santonja      | Marija Korytcewa Raluca Olaru                      | 5:7, 7:5, 10–6     |
| Zwyciężczyni  | 4. | 9 lipca 2011     | Båstad    | Ceglana        | María José Martínez Sánchez | Arantxa Parra Santonja Nuria Llagostera Vives      | 6:3, 6:3           |
| Finalistka    | 7. | 4 marca 2012     | Acapulco  | Ceglana        | Arantxa Parra Santonja      | Sara Errani Roberta Vinci                          | 2:6, 1:6           |
| Zwyciężczyni  | 5. | 2 marca 2013     | Acapulco  | Ceglana        | Arantxa Parra Santonja      | Catalina Castaño Mariana Duque Mariño              | 6:4, 7:6(1)        |
| Zwyciężczyni  | 6. | 14 kwietnia 2013 | Katowice  | Ceglana (hala) | Lara Arruabarrena           | Raluca Olaru Walerija Sołowjowa                    | 6:4, 7:5           |

## Finały juniorskich turniejów wielkoszlemowych

### Gra pojedyncza (1)
| Końcowy wynik | Rok  | Turniej     | Nawierzchnia | Przeciwniczka    | Wynik finału |
| Zwyciężczyni  | 1999 | French Open | Ceglana      | Stéphanie Foretz | 6:4, 6:4     |